# 熊谷登久平
熊谷 登久平（くまがい とくへい、本名：熊谷 徳兵衛、1901年10月2日 - 1968年11月24日）は、日本の洋画家、歌人。岩手県出身。
愛称は「とくさん」「熊公」「十九平/とくべえ」。

## 略歴
※出典
1901年（明治34年）10月2日、岩手県東磐井郡千厩町（現・一関市）出身。
1925年（大正14年）、中央大学商学部を卒業。学生時代に川端画学校に入り、藤島武二、富永勝重の指導を受ける。1924年（大正13年）修了。
1926年（大正15年）ごろ、長谷川利行を識り、親交を結ぶ。
1927年（昭和2年）、長谷川利行と二人展(反調和会展)を上野の山、言問通り沿いの額縁屋彩美堂と大地堂(木秋社)を会場として開催（企画段階では松尾恒夫(詳細不明、戦前の白日会展と1930年協会入選者に名がある)を含む三人展)。洋画家・里見勝蔵(1930年協会、独立美術協会創立会員、二科会友)と前田寛治の知遇を得る。
1928年（昭和3年）、白日会展に入選。後に会友、会員に推された。1941年（昭和16年）まで連続出展。
1928年（昭和3年）、1930年協会に入選。1930年（昭和5年）まで連続入選。
1929年（昭和4年）には「気仙沼風景」「赤松と水車小車」を二科展に出品入選、翌1930年（昭和5年）には「海」「落日」を出品。
1931年（昭和6年）、独立美術展第1回展に入選、その後、毎回出品して、1933年（昭和8年）、1935年（昭和10年）の出品作で海南賞を受賞。1936年（昭和11年）、独立美術協会会友に推薦され、1941年（昭和16年）会員となり、1967年（昭和42年）の35回展まで出品。
1962年（昭和37年）以後、1966年（昭和41年）まで毎年、東京日本橋三越で個展を開催。
1963年（昭和38年）渡欧、多くの作品を残す。
また、著書に「初等図画練習帳」（5巻）、「熊谷登久平画集（絵と文）」（1941年、美術巧芸社）などがある。
戦後、短歌結社 まひる野に所属。
岩手県立美術館、青梅市立美術館、リアス・アーク美術館、郵政博物館 、千葉市美術館などに作品が所蔵されている。また、故郷岩手県一関市千厩には親族が運営する熊谷美術館がある。

## 作品
※出典
- 1928年（昭和3年）

「廃屋」
「冬日風景」
「家」
「大川」（隅田川と永代橋）
「ニコライ聖堂」
「千厩警察署」
- 1929年（昭和4年）

「居留地風景（横浜）」
「冬」
「気仙沼風景」
「赤松と水車小屋」
「燈台などの静物」
「小菅刑務所」
- 1930年（昭和5年）

「気仙沼風景」
「千厩風景」
「海」
「落日」
「冬の気仙沼湾」
「風景A」「風景B」「風景C」
「裸女」
- 1931年（昭和6年）

「教会堂」
「噴水のある風景（浜町公園）」
- 1932年（昭和7年）

「風景」
「秋」
「夏山」
「静物」
- 1933年（昭和8年）

「画架と雉子」
「鳥離室」
「月夜」
「風景」
- 1934年（昭和9年）

「山百合と娘」
「菜園」
- 1935年（昭和10年）

「夕月」
「五月幟」
「朝顔」
- 1936年（昭和11年）

「七夕」
「風景」
「雲雀」
- 1937年（昭和12年）

「港」
「Ballet Cauhaval」
「春の朝」
- 1938年（昭和13年）

「古都と噴水」
「パラシュート」
「美しき海」
- 1941年（昭和16年）

「太鼓」
「笛」
- 1942年（昭和17年）

「母子」
「鳩」
- 1943年（昭和18年）

「夕雲」
「早雲」
「白雲」
「茜雲」
「ちぎれ雲」
- 1944年（昭和19年）

「鹿島神宮」
「香取神宮」
「潮来朝霧」
- 1945年（昭和20年）

「蔵王」
「蔵王新雪」
- 1946年（昭和21年）

「十字架のある風景」
「修道女」
- 1948年（昭和23年）

「聖書頌歌」
- 1949年（昭和24年）

「朝の港」
「裸婦」
- 1952年（昭和27年）

「寿美子の乳房」
「うすれ日」
- 1954年（昭和29年）「ふるさと」
- 1955年（昭和30年）「白い町」
- 1956年（昭和31年）「夏去りし海」
- 1959年（昭和34年）「河口」「古き灯台」
- 1963年（昭和38年）「ナイル河」「サワラ砂漠」
- 1964年（昭和39年）「NICEの宿」「斗牛士」
- 1965年（昭和40年）「ローマの碑」
- 1966年（昭和41年）「愛も武力も十字架も（殉教）」
- 1967年（昭和42年）「裸女」「木の間」